# Aleksandr Kerzjakov
 Aleksandr Anatoljevitj Kerzjakov , född 27 november 1982, är en rysk före detta fotbollsspelare. Han spelade under sin karriär för det ryska landslaget.

## Personligt
Kerzjakov är gift och har en dotter. Hans far, Anatolij Rafailovitj, var också en professionell fotbollsspelare (han spelade för "Chimki" från Dzerzjinsk, i den sovjetiska andradivisionen) och var dessutom Kerzjakovs förste tränare. Kerzjakovs yngre broder Michail är också en professionell fotbollsspelare (målvakt). 
Kerzjakovs älsklingsband är den ryska rockgruppen "Leningrad", som leds av Sergej Sjnurov.